# Cireșu (Brăila)
Cireşu è un comune della Romania di 3 370 abitanti, ubicato nel distretto di Brăila, nella regione storica della Muntenia.
Il comune è formato dall'unione di 5 villaggi: Batogu, Cireșu, Ionești, Scărlătești, Vultureni. Il centro abitato di Batogu è attraversato dal 45º parallelo, la linea equidistante fra il Polo nord e l'Equatore.